# Ghetto de Varsovie

Frontières du ghetto de Varsovie (carte interactive).

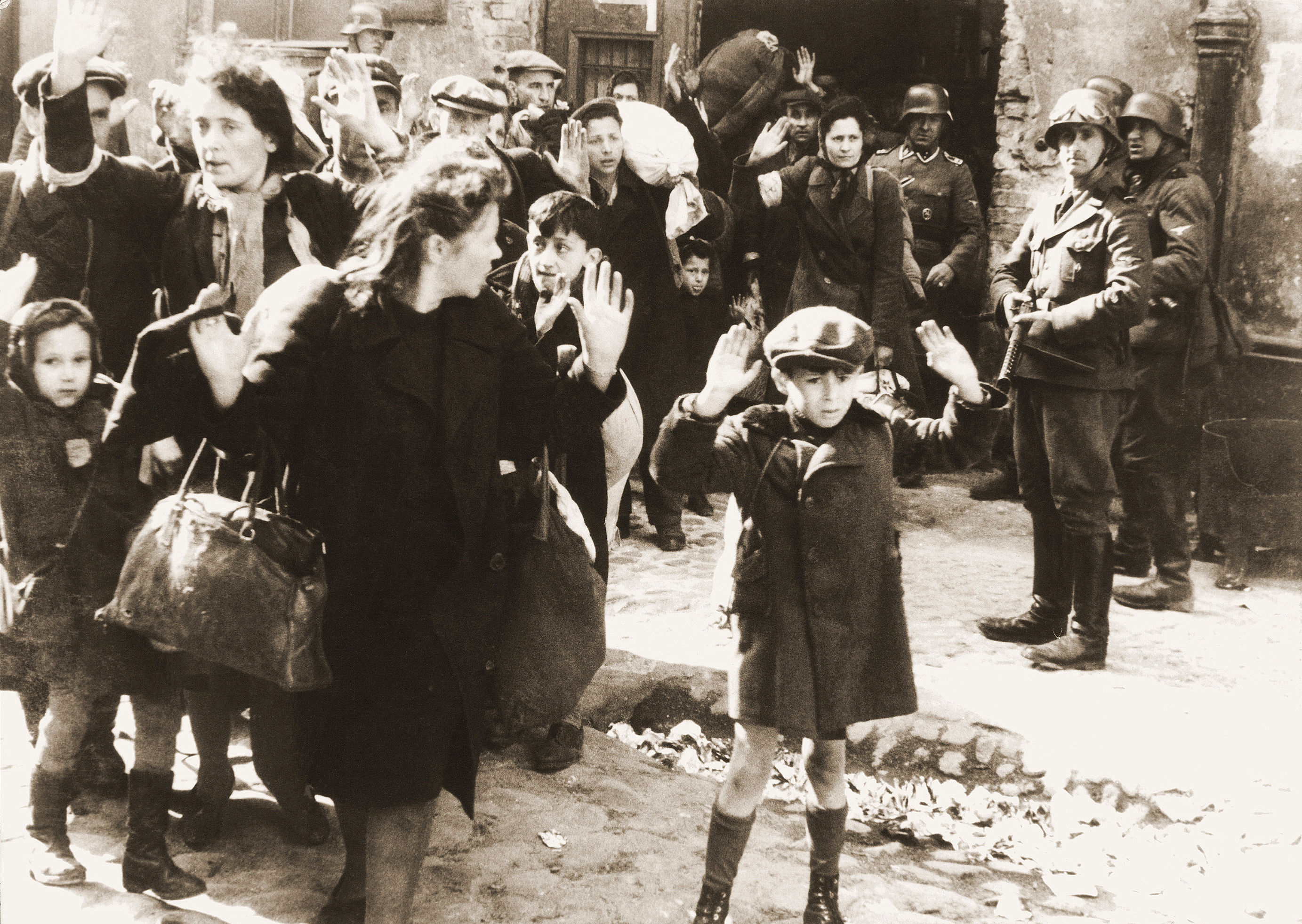
Insurrection du ghetto de Varsovie. Photo extraite du rapport de mai 1943 de Jürgen Stroop à Heinrich Himmler. Légende originale en allemand : « Forcés hors de leurs trous ». Cette photo du petit garçon est l'une des plus célèbres de la Seconde Guerre mondiale.

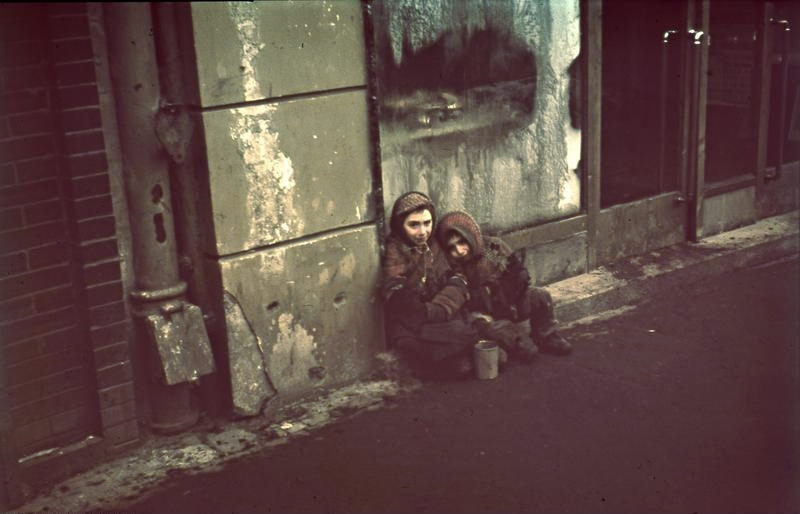
Ghetto de Varsovie, enfants (1940 –1943).

Le ghetto de Varsovie était le plus important ghetto juif au sein des territoires d'Europe occupés par les nazis pendant la Seconde Guerre mondiale. Situé au centre de Varsovie, il fut créé en 1940 et pratiquement détruit en mai 1943 après l'insurrection de ses occupants contre les nazis. Il rassembla jusqu'à 380 000 personnes. Des tsiganes y ont également été déplacés.

## Contexte historique et création du ghetto
En septembre 1939, l'armée allemande attaque puis occupe la Pologne. Les Allemands entrent dans Varsovie le 29 septembre.
Adam Czerniaków, qui vient d'être nommé le 23 septembre à la tête de la communauté juive de la ville, est chargé par les Allemands de constituer un conseil juif (Judenrat). Ce conseil est chargé de gérer le futur ghetto.
Dès l'hiver 1939 – 1940, les nazis commencent à persécuter les Juifs : obligation de porter un brassard blanc avec l'étoile de David bleue, identification des magasins juifs sur leurs vitrines, confiscation des radios, interdiction de voyager en train (novembre 1939).

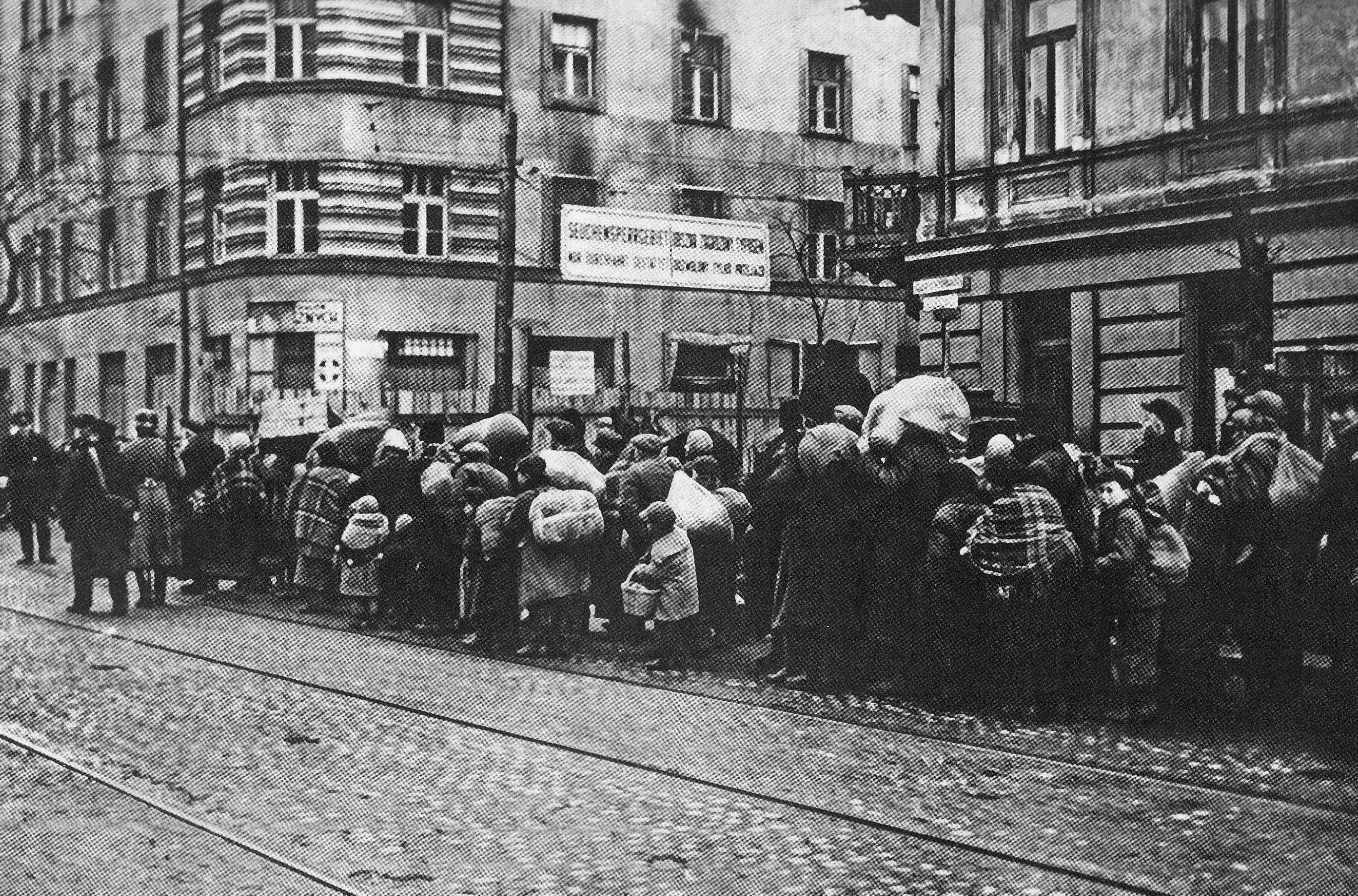
Réinstallation forcée de la population juive des petites villes et des domaines du district de Varsovie vers le ghetto (1940)

L'ordre de transplantation de Juifs est donné le 2 octobre 1940. Puis, le 12 octobre 1940 (jour de la fête juive de Yom Kippour), les Allemands annoncent aux Juifs qu'ils n'ont que jusqu'à la fin du mois pour déménager dans le quartier juif.
Le 7 novembre 1940, une « zone d'épidémie » est définie par le gouverneur du district de Varsovie. Interdite aux soldats allemands, elle correspond aux « rues juives ». Deux mois plus tard, le quartier juif devient officiellement une « zone de contagion ».
80 000 non-juifs quittent le secteur, et 138 000 Juifs s'y installent dans la précipitation et la peur. Le ghetto est fermé le 16 novembre 1940 et un mur d'enceinte est construit. 40 % de la population de la ville s'entassent dans des conditions insalubres dans 8 % de sa superficie.

## Localisation géographique

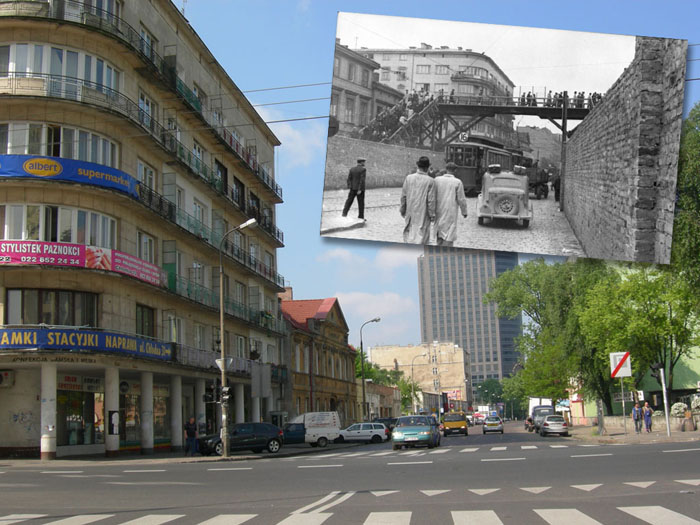
Site de l'ancienne passerelle du ghetto de Varsovie.

Le ghetto se situe au centre de la ville de Varsovie. Il est initialement composé de deux parties, le grand ghetto et le petit ghetto, reliées par un pont en bois. Le tout est entouré de 18 kilomètres de murs hauts de plusieurs mètres et de fil de fer barbelé. Dans cette enceinte d’une superficie d’environ 300 hectares, on compte 128 000 habitants au km² contre 14 000 environ dans la Varsovie non juive. La population du ghetto, 381 000 personnes enregistrées en janvier 1941, atteint 439 000 en juin 1941 pour retomber à 400 000 en mai 1942. Ces différences peuvent s'expliquer par l'arrivée de nombreux réfugiés et la surmortalité qui prévaut dans le ghetto. Seul lien avec l’extérieur, un tramway réservé aux Polonais non juifs traverse le lieu. À peu près 80 000 personnes meurent entre novembre 1940 et juillet 1942 sans déportation ni fusillade.

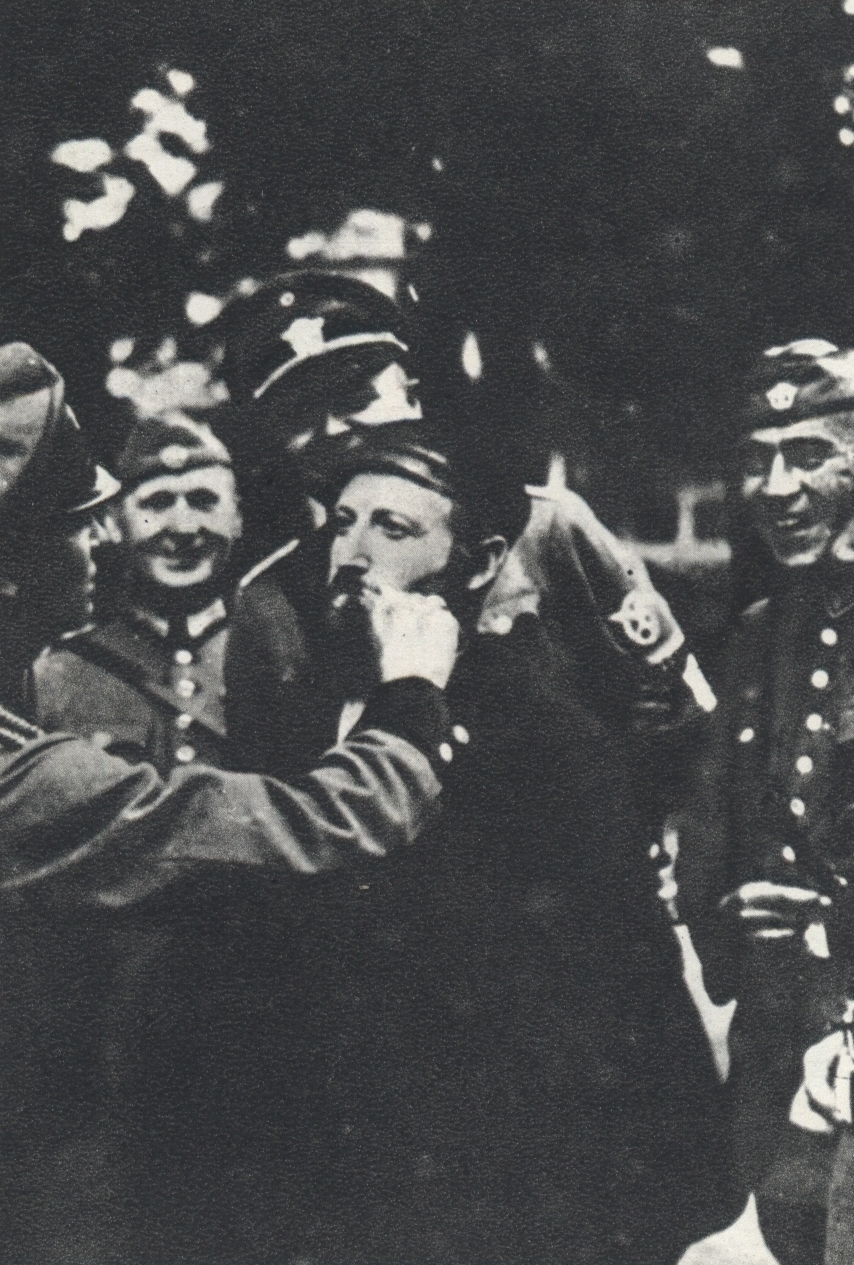
Humiliation des Juifs par des soldats allemands (automne 1939)
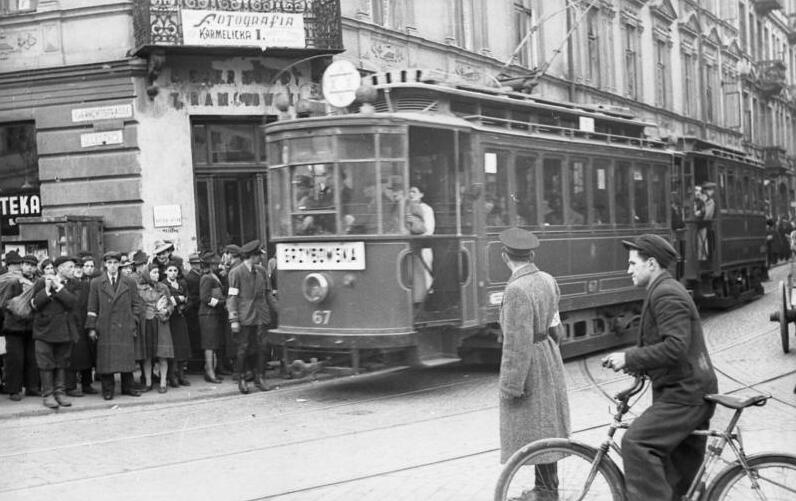
Tramway réservé aux Juifs (25 mai 1941)
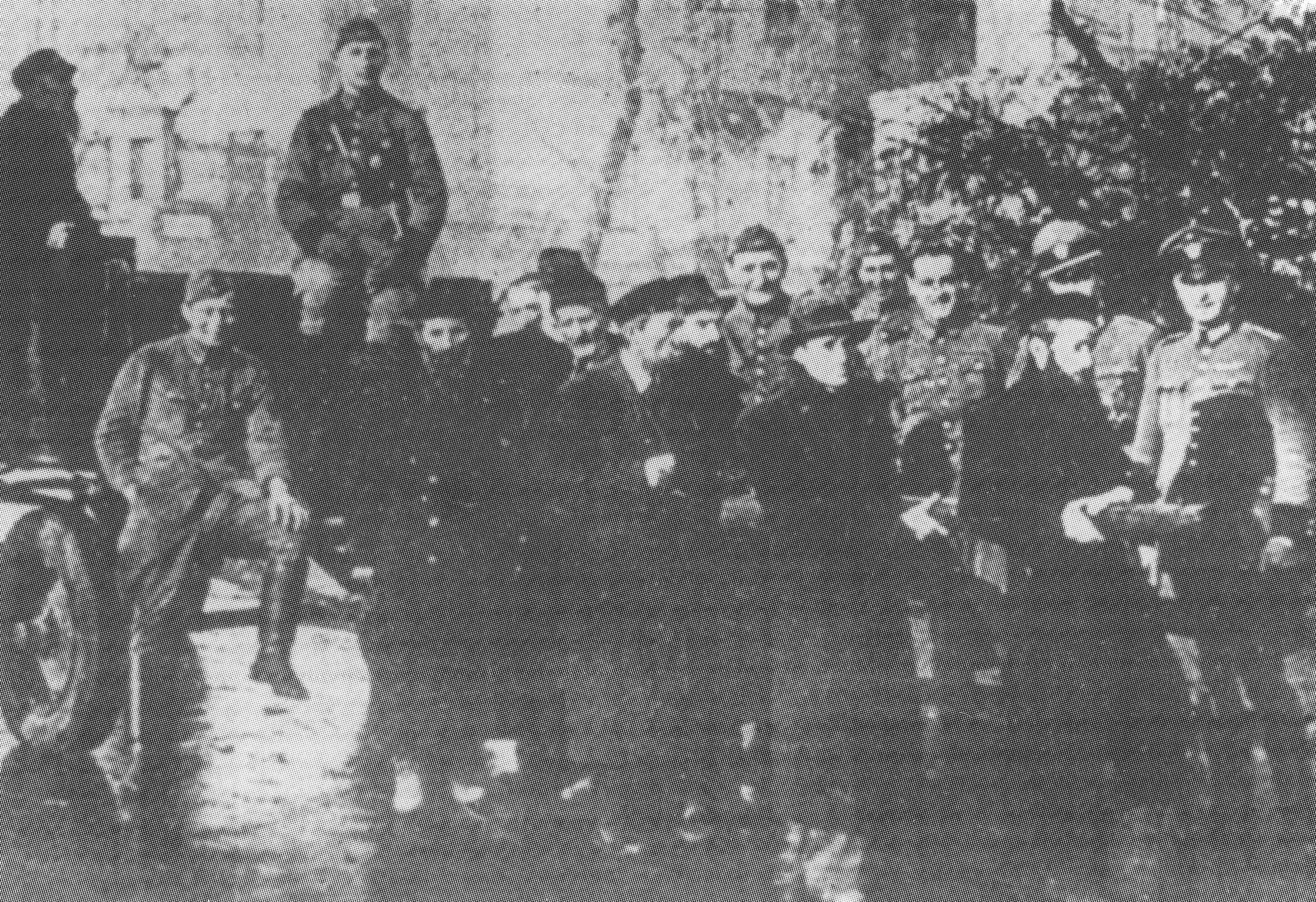
Soldats allemands s'amusant à poser avec des Juifs attelés à une charrette à la manière de chevaux (entre 1939 et 1942)

## Organisation
La gestion du ghetto est déléguée au conseil juif (Judenrat) par les Allemands. Ce conseil est dirigé par Adam Czerniaków. Il joue un rôle essentiel dans la transmission des ordres des Allemands aux habitants du ghetto. Ses effectifs augmentent entre 1940 et juillet 1942 passant de 1 741 employés à 9 000 en comptant la police juive. Cette dernière, appelée aussi Jüdischer Ordnungsdienst (service d'ordre juif), est chargée de maintenir l'ordre. Elle est rémunérée et possède des avantages comme l’exemption du travail forcé. Elle est très souvent corrompue et participe aux opérations de déportation massive en juillet et août 1942. Les occupants emploient la main-d'œuvre du ghetto pour les besoins de l'armée et implantent de nombreux ateliers et usines dans le quartier juif.

## Dans le ghetto

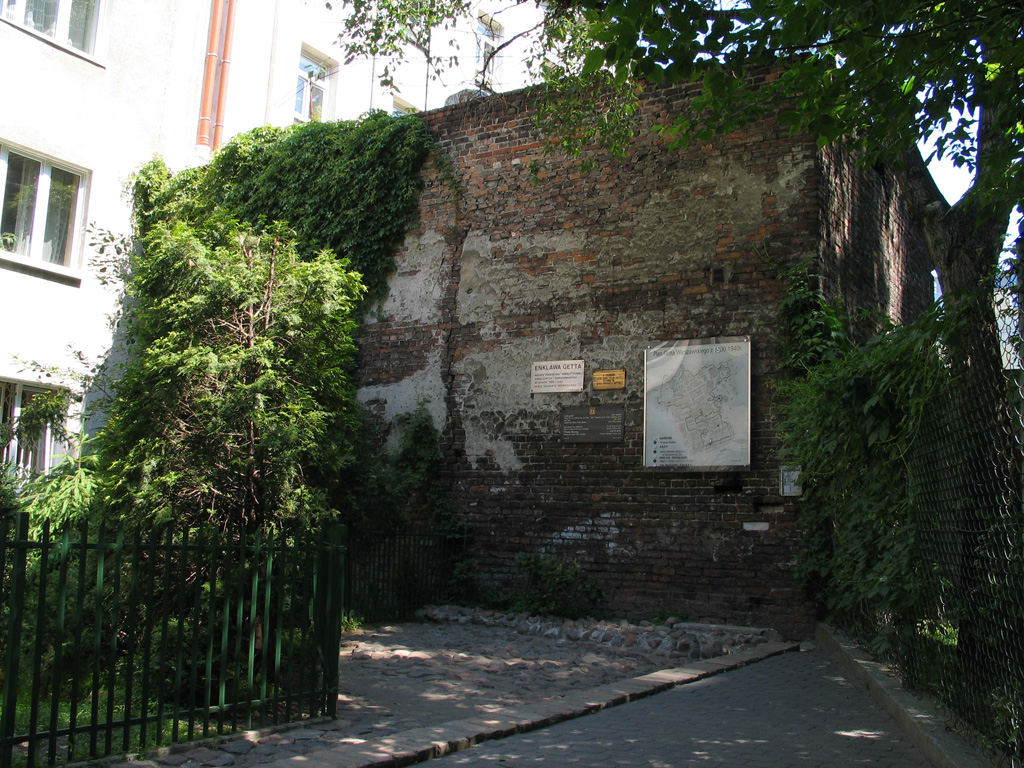
Reste du mur du ghetto de Varsovie.

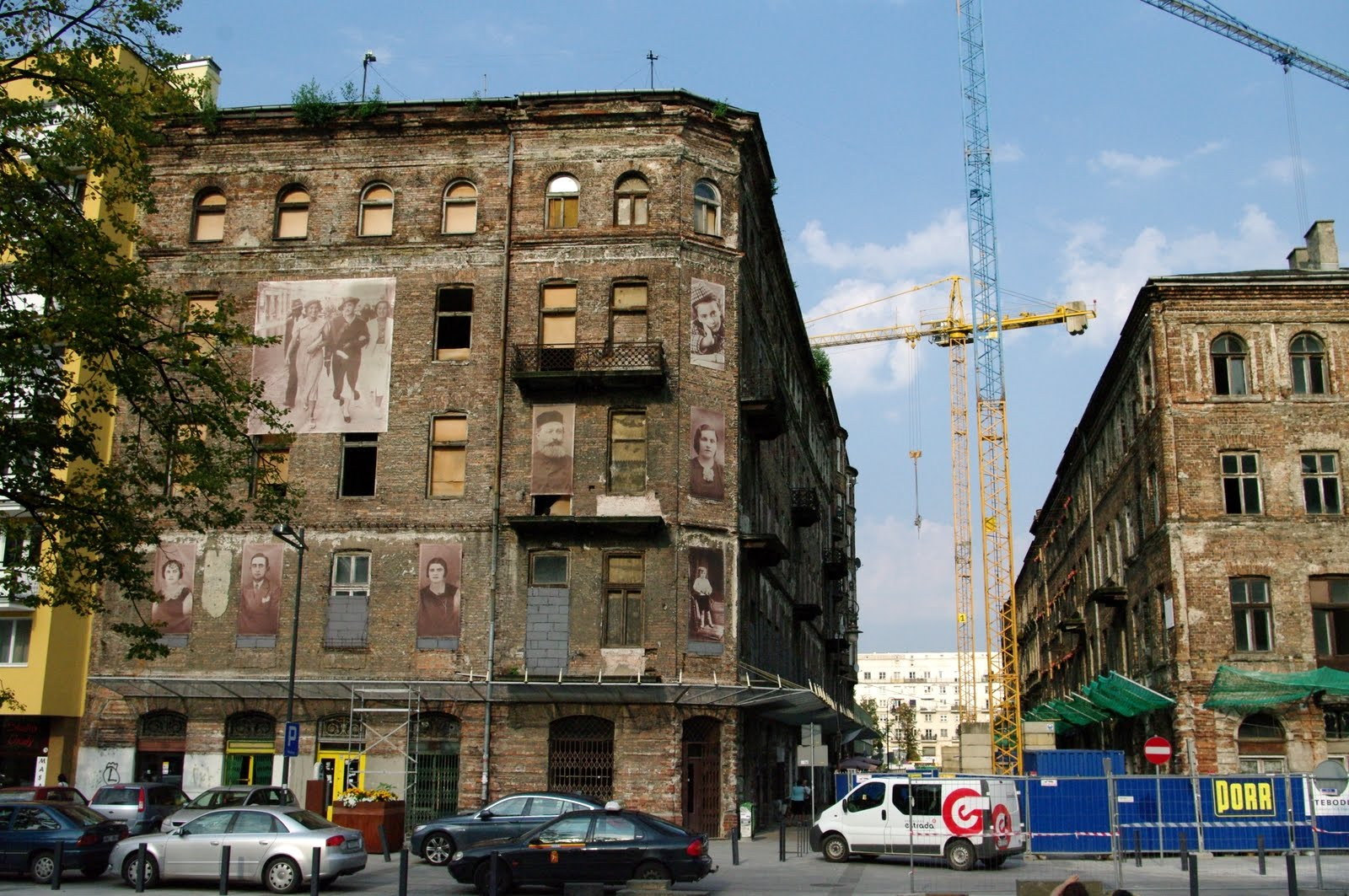
Immeubles du ghetto de Varsovie.

Les conditions de vie dans le ghetto sont inhumaines. D'abord, il est trop petit pour accueillir tous les Juifs de Varsovie et des villages environnants (40 % de la population sur 8 % de la superficie, une densité de population de sept personnes par pièce au début du ghetto). Beaucoup ont tout perdu (leurs familles et/ou leurs biens) en arrivant dans ce quartier fermé. Les foyers sont mal, ou presque pas approvisionnés en nourriture et combustible. Dès l'hiver 1940 – 1941, la faim et le froid se font ressentir. Nombreux sont alors ceux qui organisent de petits trafics avec l'extérieur. Certains de ces trafiquants y laisseront parfois leur vie en essayant d'apporter de la nourriture dans le ghetto. Mais il existe aussi une solidarité avec les « comités d'immeubles », une vraie vie culturelle, un réseau d'enseignement clandestin, une vie religieuse.
La mort est courante. Elle est causée par la faim, mais aussi par des épidémies de typhus et de tuberculose. Il n'est pas rare de retrouver des cadavres en pleine rue. Une charrette passe alors ramasser les corps, qui sont comptés puis enterrés dans une fosse commune.

Au début de l'année 1942, on compte une naissance pour 45 décès.

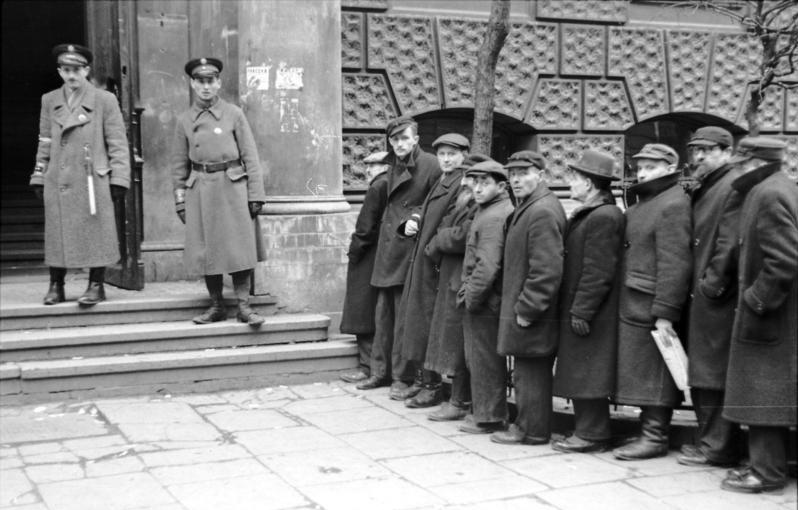
Grande file d'attente de Juifs pour l'enregistrement au travail forcé du ghetto, devant l'ancienne école de commerce, à l'intersection de la rue Prosta avec Waliców, qui abrite alors différentes institutions gouvernementales (mai 1941)
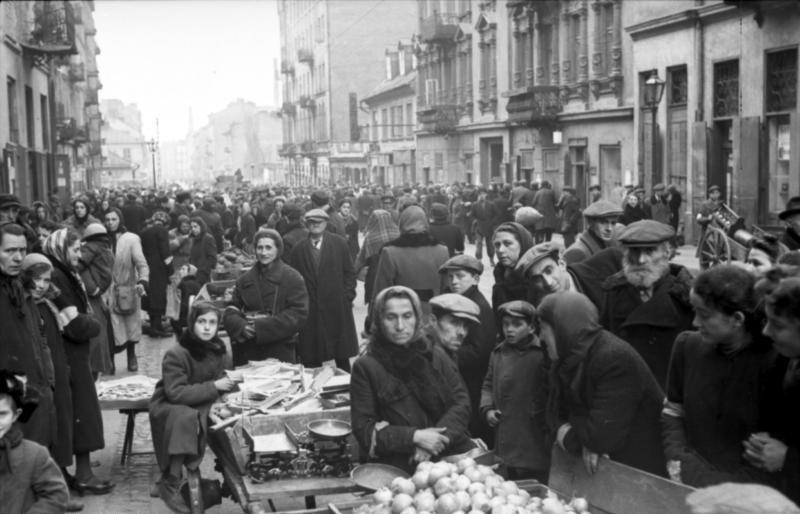
Marché rue Smocza vue depuis la rue Pawia (mai 1941)
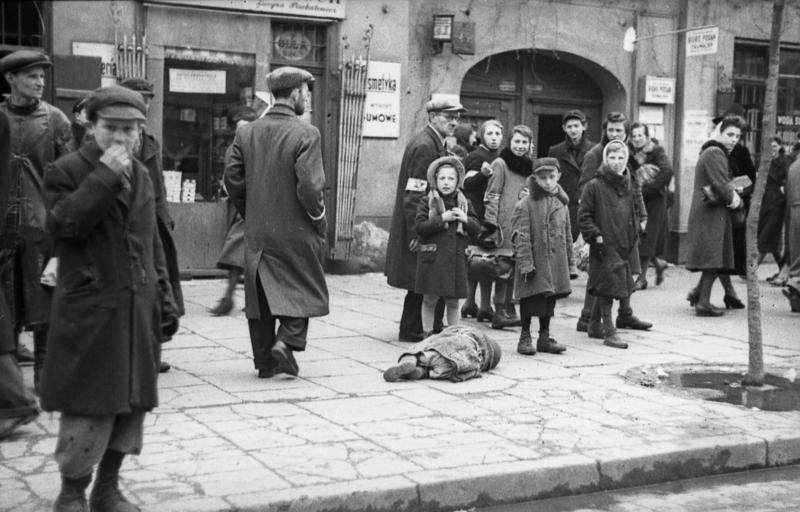
Passants à côté d'un enfant juif en haillons allongé sur le trottoir, endormi, malade ou mourant, rue Leszno (mai 1941)
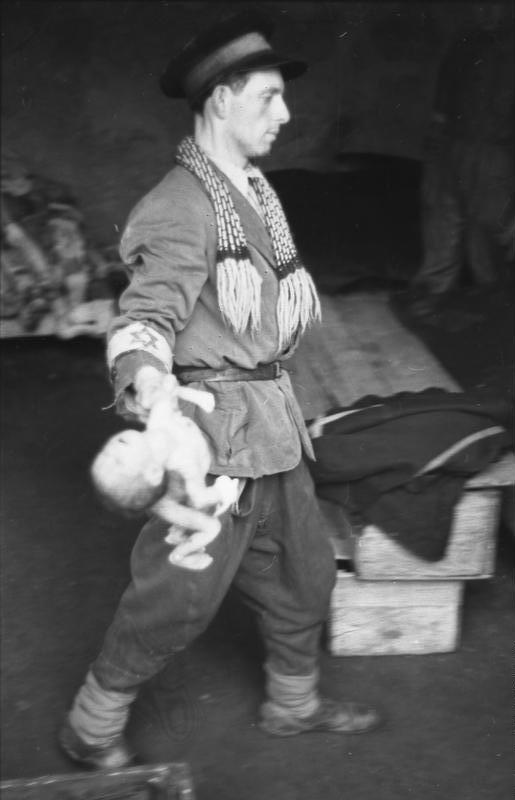
Point de collecte des cadavres où un homme au brassard frappé d'une étoile de David transporte un bébé mort (25 mai 1941)
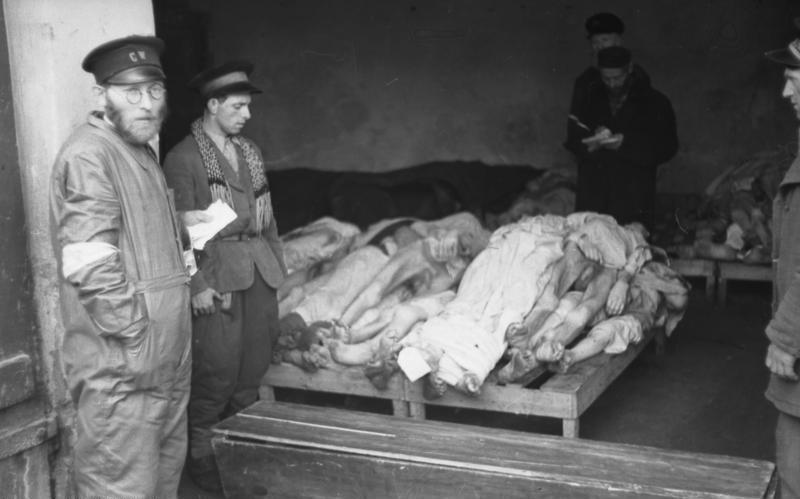
Point de collecte des cadavres où deux hommes juifs patientent devant des cadavres qu'un autre homme semble répertorier (25 mai 1941)
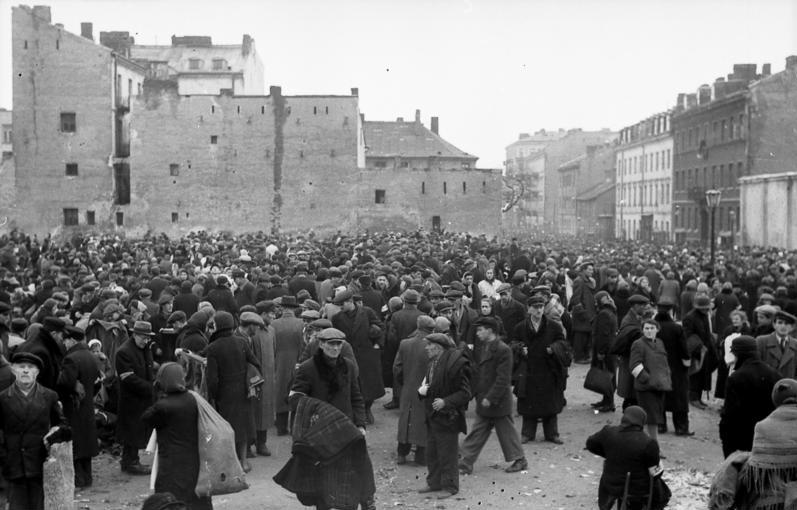
Marché à l'intersection de la rue Ksawery Lubecki et de la rue Gęsia (juin 1941)
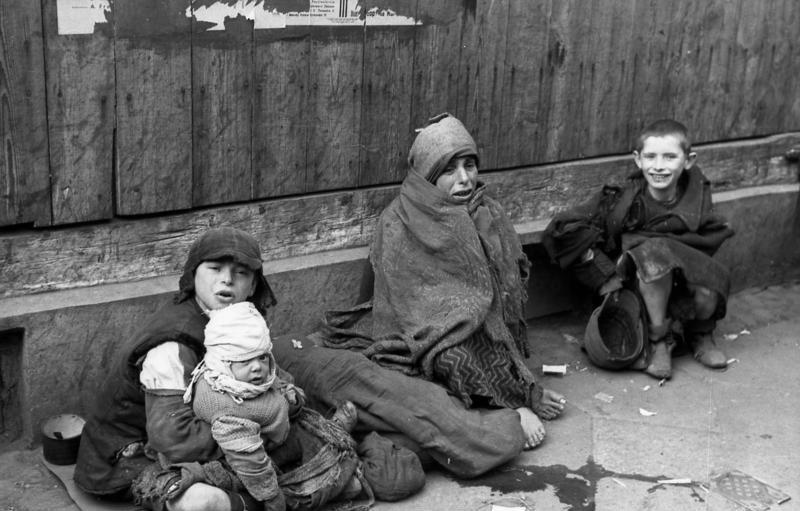
Enfants livrés à eux-mêmes dans la rue (21 juin 1941)
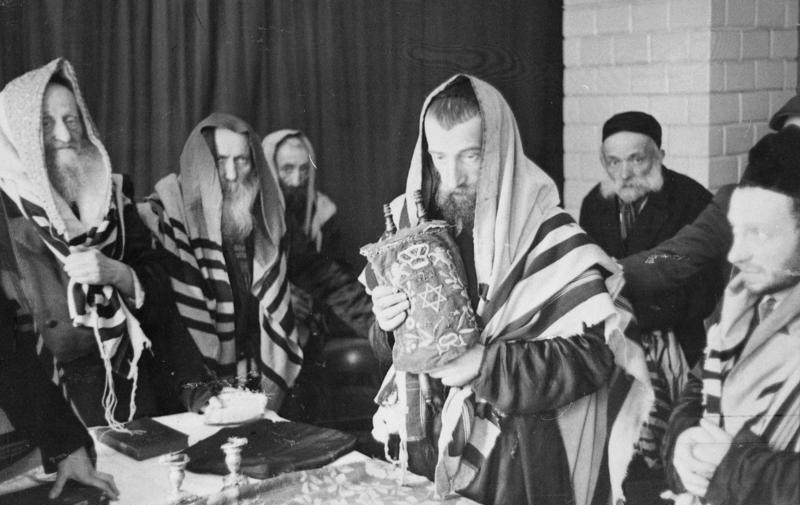
Juifs en prière - mis en scène pour un film de propagande allemand tourné dans le ghetto (mai 1942)
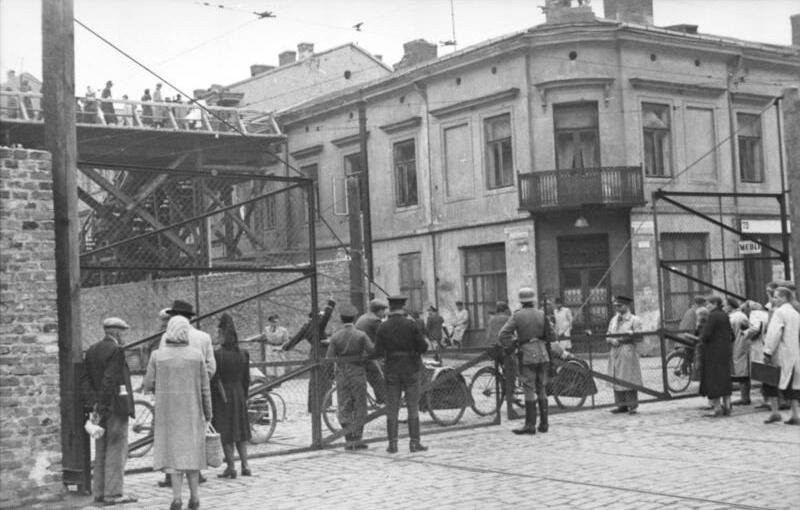
Section de la rue Żelazna reliant le petit et le grand ghetto (juin 1942)

## La déportation
En été 1942, commence le « repeuplement vers l'est », qui est en fait la déportation vers le camp de Treblinka, situé à 80 kilomètres au nord-est de Varsovie. Lancée dans le cadre de l'Aktion Reinhard, elle débute le 22 juillet. Pendant huit semaines, entre 6 000 et 8 000 personnes sont déportées chaque jour. Les rafles se font de jour comme de nuit, aussi bien dans les habitations que dans les usines, où il est plus facile d'arrêter les Juifs. Ceux-ci sont ensuite conduits vers la Umschlagplatz, la gare de triage de Varsovie. Cette première vague de déportations vers les camps de la mort ramène la population du ghetto à 70 000 habitants.

## Insurrection

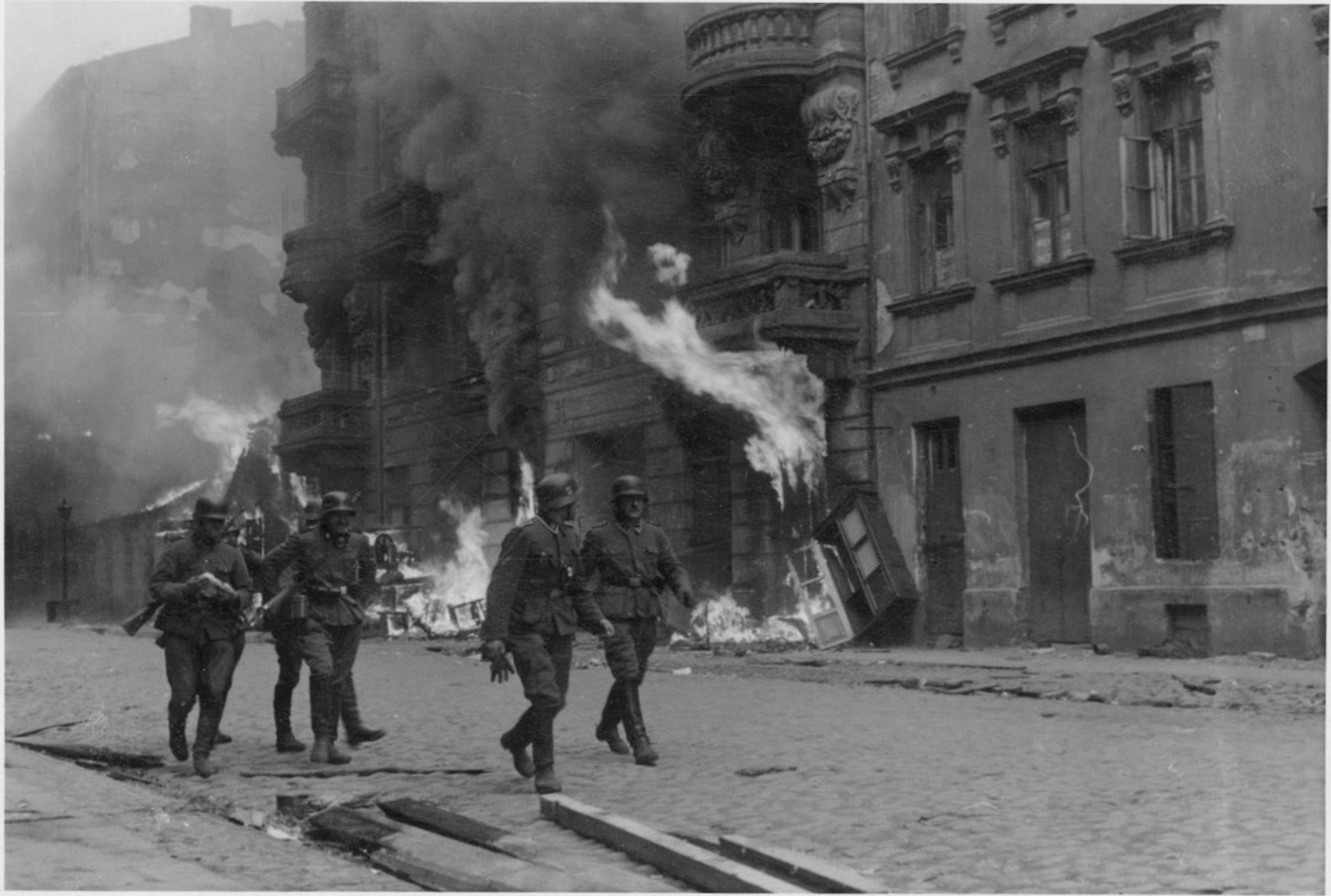
Troupes allemandes durant le soulèvement de 1943.

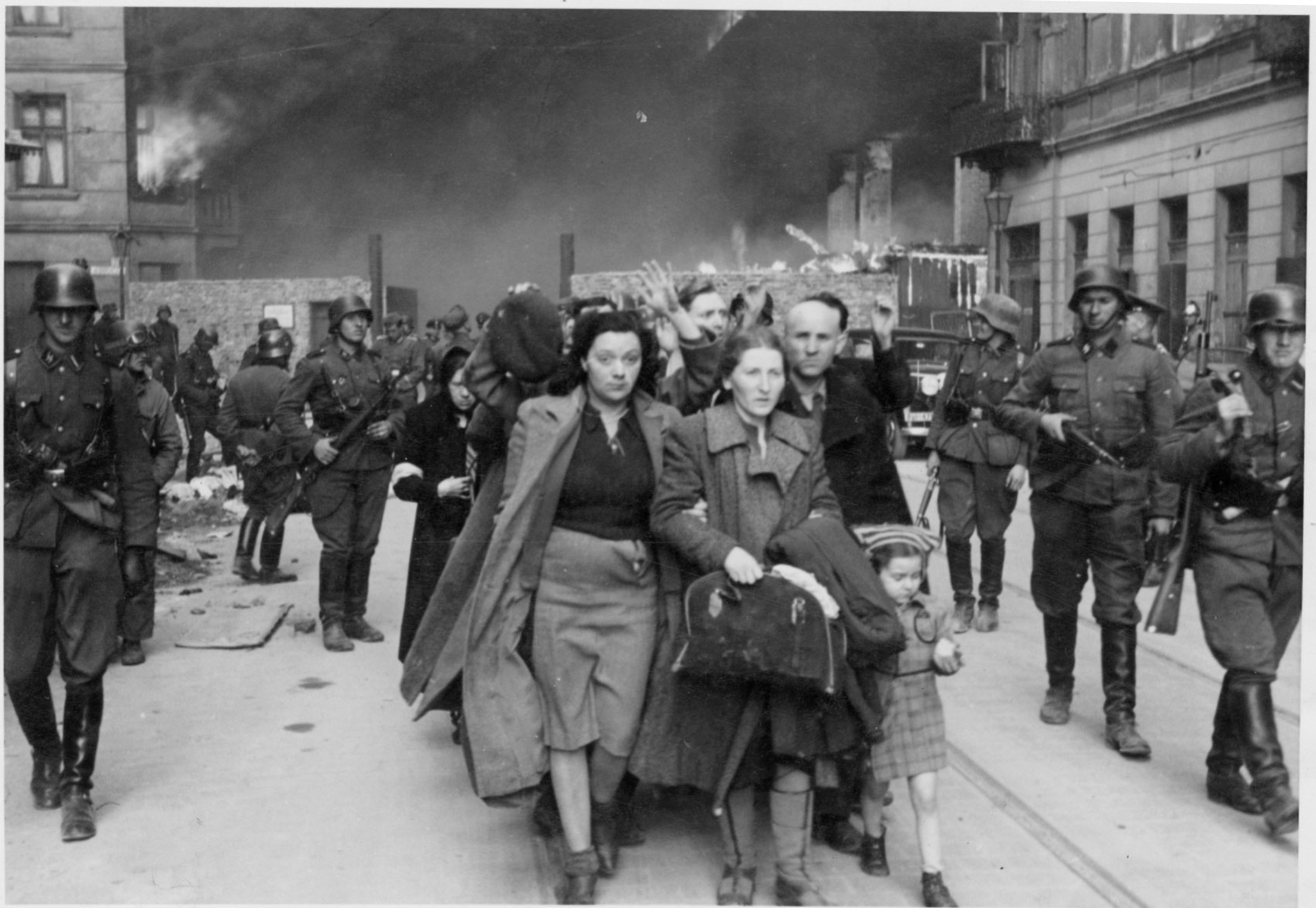
Troupes allemandes emmenant des Juifs en déportation après le soulèvement (1943).

L'Organisation juive de combat naît au cœur de la grande déportation de juillet 1942. C'est la principale organisation de résistance juive. Elle se manifeste une première fois le 18 janvier 1943.
Le soulèvement commence le 19 avril 1943, veille de Pessa'h, la Pâque juive, en réponse à une dernière grande rafle organisée par les nazis. Destinée à liquider le ghetto des quarante à cinquante mille Juifs restant en les déportant dans les différents camps, et principalement au camp d'extermination de Treblinka, cette rafle se heurte à l'opposition armée juive au grand étonnement des nazis. L'Organisation juive de combat - qui rassemble les communistes, les bundistes et plusieurs courants du sionisme - comporte de 600 à 700 insurgés, tandis que l'organisation de droite AMJ, proche du Betar, en compte une centaine. Ce combat sans espoir « pour votre liberté et pour la nôtre » s'achève le 16 mai, un mois après son déclenchement, avec la destruction de la grande synagogue de Varsovie. Après cette date, des combats sporadiques ont encore lieu dans le ghetto en ruines.
L'impact psychologique de l'insurrection du ghetto de Varsovie fut très important. La résistance fut plus forte que prévue par les nazis, même si l'issue était certaine vu le déséquilibre des forces.

« Nous ne voulons pas sauver notre vie. Personne ne sortira vivant d'ici. Nous voulons sauver la dignité humaine. »

— Arie Wilner (pseudonyme Jurek), soldat de la ŻOB

## Monuments
Le souvenir du ghetto de Varsovie est marqué par plusieurs monuments dans la capitale polonaise, le plus imposant étant le monument aux héros du ghetto. C'est au pied de ce monument que le chancelier ouest-allemand Willy Brandt s'est agenouillé le 7 décembre 1970.

## Mémoire du monde
Depuis 1999, les archives du ghetto de Varsovie sont classées par l'Unesco sur la Liste Mémoire du monde, qui recense les documents du patrimoine documentaire d'intérêt universel, dans le but d'assurer leur protection.

#### Témoignages et récits autobiographiques
- Kazimierz Moczarski (trad. du polonais par Jean-Yves Erhel, préf. Andrzej Szczypiorski, postface Adam Michnik), Entretiens avec le bourreau, Paris, Gallimard, coll. « Folio - Histoire », 2011, 634 p. (ISBN 978-2-07-044438-0, OCLC 864197040).
- Marek Edelman et Paula Sawicka (trad. du polonais par Malgorzata Smorag-Goldberg), La vie malgré le ghetto "et il y avait de l'amour dans le guetto, Paris, Liana Levi, 2010, 171 p. (ISBN 978-2-86746-543-7, OCLC 669768839).
- Bernard Goldstein, Marek Edelman (avant-propos) et Leonard Shatzkin (notice biographique) (trad. du yiddish par E. Dal et V. Clerck-Ayguesparse, préf. Daniel Blatman), L'ultime combat : nos années au ghetto de Varsovie [« Finf jor in warshaver ghetto »], Paris, Zones La Découverte, 2008, 266 p. (ISBN 978-2-35522-016-6, OCLC 750994264, présentation en ligne).
- Emanuel Ringelblum, Archives clandestines du ghetto de Varsovie, Fayard, 2007, Tome 1 et 2.
- Władysław Szpilman, Le Pianiste, Pocket Poche, 2003.
- Marian Apfelbaum, Retour sur le ghetto de Varsovie, Paris, Odile Jacob, 2002, 328 p. (ISBN 978-2-7381-1062-6, OCLC 645164720, lire en ligne).
- Marek Edelman, Mémoires du ghetto de Varsovie, Paris, Éditions Liana Levi, 2002.
- Hillel Seidman, Du fonds de l'abîme, Journal du ghetto de Varsovie, Plon, 1998.
- Adam Czerniaków, Carnets du ghetto de Varsovie, éditions La Découverte, 1996.
- Bernard Mark, « L'insurrection du ghetto de Varsovie », dans Le Livre noir, Ilya Ehrenbourg et Vassili Grossman, Actes Sud, 1995.
- Emanuel Ringelblum, Chronique du ghetto de Varsovie. Janvier 1940-décembre 1942, Paris, Robert Laffont, 1978, 372 p.
- Marek Halter, Le Fou et les Rois, Albin Michel, 1976.
- Martin Gray, Au nom de tous les miens, 1971.
- Nathan Weinstock, Chroniques du désastre, Métropolis,  (ISBN 2-88340-095-4).
- Yankev Celemenski « Coupés du monde » (collection Mémoire de la Shoah - Éditions Le Manuscrit)

#### Ouvrages historiques
- Samuel Kassow (en), Qui écrira notre histoire ? : Les archives secrètes du ghetto de Varsovie, Grasset, 2011.
- (pl) Dariusz Libionka, Laurence Weinbaum, Bohaterowie, hochsztaplerzy, opisywacze. Varsovie, Stowarzyszenie Centrum Badań nad Zagładą Żydów, 2011  (ISBN 978-83-932202-8-1).
- Larissa Cain, Ghettos en révolte, Pologne, 1943, Autrement, collection Mémoires, 2003.
- (pl) Barbara Engelking, Jacek Leociak, Getto warszawskie. Przewodnik po nieistniejącym mieście. Varsovie, Stowarzyszenie Centrum Badań nad Zagładą Żydów. 824 p. 2001, rééd. 2013,  (ISBN 978-83-63444-27-3).

#### Ouvrages de fiction
- Robert Badinter, Théâtre I, Fayard, 2021  (ISBN 978-2-2137-1836-1), pièce II (« Les briques rouges de Varsovie »), p. 73-153.
- Bernard Dan, Le livre de Joseph, Éditions de l'Aube, 2011  (ISBN 978-2-8159-0298-4).
- David Barré et Agata Mozolewska, Elle, elle a sauvé les autres..., biographie romancée d'Irena Sendlerowa, Lyon, Éditions du Cosmogone, 2009  (ISBN 978-2-8103-0007-5).
- Paule du Bouchet, Chante, Luna, Gallimard, 2004.
- Marek Halter, La force du bien, Robert Laffont, 1995.
- Jarosław Marek Rymkiewicz (en), La dernière gare, Umschlagplatz, Robert Laffont, 1989  (ISBN 2-266-12221-5).
- John Hersey, La Muraille, Gallimard, 1979 (tome 1 et 2).
- Richard Zimler, Les anagrammes de Varsovie, Buchet-Chastel, 2013  (ISBN 978-2283025383).
- Leon Uris, Mila 18 (en), Robert Laffont, 1961.
- Jim Shepard, Le livre d'Aron, Éditions de l'Olivier, 2016.
- Joe Kubert, Yossel, bande dessinée parue chez Delcourt (2004).

### Filmographie
- La vérité n'a pas de frontière d'Aleksander Ford (1948, documentaire) (1908-1980)
- Le Temps du ghetto de Frédéric Rossif, (1961, documentaire)
- Au nom de tous les miens de Robert Enrico ,1983 (adaptation du roman éponyme)
- Korczak d'Andrzej Wajda, 1990
- 1943, l'ultime révolte de Jon Avnet, 2001
- Le Pianiste de Roman Polanski, 2002 (adaptation du roman éponyme)
- Un film inachevé de Yahel Hersonski, 2010
- La Femme du gardien de zoo de Niki Caro, 2017 (adaptation du roman éponyme)
- La liste de Schinder , 1993

#### Personnalités
- Hillel Zeitlin (1871-1942)
- Gershon Sirota (1874-1943), célèbre chantre hazzan
- Adam Czerniaków (1880-1942), président du Conseil juif du ghetto.
- Bernard Goldstein (1889-1959)
- Emanuel Ringelblum (1900-1944), historien et archiviste clandestin du ghetto, à la tête du projet Oyneg Shabbos.
- Abraham Gancwajch (1902-1943 ?), journaliste, collaborateur juif polonais, fondateur du Groupe 13 qui tenta de saboter l'insurrection.
- Heinz Auerswald (1908-1970), commissaire du ghetto.
- Henryka Łazowertówna (1909-1942), membre du CENTOS et auteure du poème « Mały szmugler » (Le petit contrebandier (en)) écrit dans le ghetto
- Michał Klepfisz  (1913-1943), organisateur de l'insurrection, spécialiste des explosifs, négociateur pour introduire des armes dans la ghetto en lien avec l'Armia Krajowa.
- Yitzhak Zuckerman Antek (1915-1981)
- Mordechaj Anielewicz (1919-1943), l'un des principaux meneurs de l'insurrection.
- Marek Edelman (1919-2009), l'un des principaux meneurs de l'insurrection.
- Martin Gray (1922-2016), écrivain, ancien pensionnaire du ghetto.
- Bożena Umińska-Keff (1948-), dramaturge et militante polonaise

- Paul moder (1896-1942), principal instigateur du ghetto, comme adjoint du Chef de la Police
- Ferdinand von Sammern-Frankenegg (1897-1944)
- Josef Blösche (1912-1969), symbole du nazisme de par son apparition dans l'une des plus célèbres photos de la Seconde Guerre mondiale.